# Сант'Елија (Ријети)
Сант'Елија је насеље у Италији у округу Ријети, региону Лацио.
Према процени из 2011. у насељу је живело 190 становника. Насеље се налази на надморској висини од 693 м.